# Toxorhynchites sunthorni
Toxorhynchites sunthorni är en tvåvingeart som beskrevs av Thurman 1959. Toxorhynchites sunthorni ingår i släktet Toxorhynchites och familjen stickmyggor.
Artens utbredningsområde är Thailand. Inga underarter finns listade i Catalogue of Life.